# Dahek
Dahek (inaczej: Dahek: A Burning Passion) – bollywoodzki thriller miłosny z 1998 roku. W rolach głównych Akshaye Khanna, Sonali Bendre i Danny Denzongpa. To historia miłości hindusa i muzułmanki, którą politycy wykorzystują do wzniecenia w mieście zamieszek komunalistycznych. Bohaterowie przyrównywani do legendarnych kochanków Romeo i Julii, Laili i Majnu, Shirin i Farhada mają przeciwko sobie rodziny, prasę, policję i wspólnoty religijne, do których należą. Film jest wezwaniem do jedności w Indiach przekraczającej podziały religijne.
Filmowi towarzyszy wypowiedziane głosem muzułmańskiej aktorki Shabany Azmi przesłanie: Czy religia służy zabijaniu niewinnych? Nienawiść i krew, czy to nasze przesłanie dla przyszłych pokoleń? To nie religia zawodzi, to ludzie zawodzą swoją religię. Czy jesteś jednym z nich? Stwórzmy warunki, by nasze dzieci były dumne z tego, że są hindusami, muzułmanami czy też należą do innego wyznania. Nauczmy je szanować wiarę innych, tak abyśmy żyli jak w rodzinie.

## Fabuła
Mumbaj. Młody hindus Sameer Roshan (Akshaye Khanna) kilka razy z rzędu spotyka tę samą dziewczynę. Ze spotkania na spotkanie jest coraz bardziej przekonany, że to Bóg interweniuje w jego historię stykając ich ze sobą. Młodzi zakochują się. Na przeszkodzie ich miłości stają jednak surowe zasady panujące w domu Nelimy (Sonali Bendre). Nie wolno jej przed ślubem spotykać się z żadnym mężczyzną, nie wolno jej nawet zatańczyć z kimś na weselu. Jej honoru pilnuje brat Mansoor i ojciec. Sytuacja staje się jednak nie do zniesienia, gdy po 12 latach z więzienia wychodzi starszy stryj Neelimy, Jabbar Bakshi (Danny Denzongpa). Despotycznie podporządkowuje on rodzinę swojej woli, przekonany, że pod jego nieobecność doszło do rozluźnienia w domu surowych zasad narzuconych religią. To on decyduje, kogo poślubi Neelima. Małżeństwo nie może się zrodzić z ukradkowych spotkań zakochanej dziewczyny. Neelimie coraz trudniej obronić swoją miłość, szczególnie, gdy orientuje się, że ona, muzułmanka pokochała hindusa. Sameer, który uważa, że „miłość nie wie, co to religia, co to kasta, że miłość sama jest Bogiem”, gotów jest walczyć o swoje uczucie...

## Motywy filmu na tle kina indyjskiego
- Mumbaj (No Smoking, Parinda, Life in a... Metro) * na poczcie * zakochani * relacja z babcią (Mann, Czasem słońce, czasem deszcz) * modlitwa * ślub hinduski * telefon * modlitwa w meczecie * w autobusie * list * wiara w Boga * dramatyczna relacja matki i syna (Khal Nayak) * modlitwa muzułmańska (Awarapan, Zakhm, Black Friday) * rozstanie * deszcz * modlitwa w kościele (Żona dla zuchwałych, Czy chcesz być moim przyjacielem?, Amar Akbar Anthony) * jedność wiary w Boga ponad podziałami wyznań * kłamstwo * tyrania konserwatywnego starszego brata (Baabul) * ślub cywilny (Ahista Ahista, Happy) * kasty (Swades) * miłość wbrew woli rodziców (Qayamat Se Qayamat Tak, Boys, Yeh Dil) * aranżowane małżeństwo (Mouna Raagam), * para muzułmańsko – hinduska (Veer-Zaara, Zakhm, Bombaj, Zubeidaa, Salaam-e-Ishq: A Tribute To Love, Mr. and Mrs. Iyer) * pożar * przyjaciele * bójka * szpital * próba samobójcza- podcięcie żył (Anjaam) * relacja ojca z synem * zamieszki hindusko-muzułmańskie (Dev, Dharm, Zakhm, Bombay, Fiza, Hey Ram) * zerwany ślub hinduski (Sainikudu) * porwanie * na posterunku * prasa (Phir Bhi Dil Hai Hindustani) * modlitwa w meczecie (Wstań i walcz) * pościg * poświęcenie * więzienie * zabójstwo, podwójna śmierć (Parinda, Bobby)

## Muzyka i piosenki
Muzykę do filmu skomponował braterski duet Anand-Milind, autorzy muzyki do takich filmów jak Qayamat Se Qayamat Tak (Nagroda Filmfare za Najlepszą Muzykę), Dil, Beta, Hero No. 1, Bestia, Baaghi, Inteqam: The Perfect Game, Sangeet, Krantiveer i Anjaam.
- Jab Se Tumhein
- Saawan Barse Tarse Dil
- Meri Jaan Hai Tu (Male)
- Tujhe Dekhte Hi Yeh Dil
- Ho Gori Aaja
- Meri Jaan Hai Tu(Female)
- Kahe Kare Koi